# Římskokatolická farnost Náklo
Římskokatolická farnost Náklo je územní společenství římských katolíků s farním kostelem sv. Jiří v šternberského děkanátu olomoucké arcidiecéze.

## Území farnosti
Do farnosti náleží území těchto obcí:
- Náklo s místními částmi Mezice a Lhota nad Moravou
  - farní kostel sv. Jiří
- Příkazy s místní částí Hynkov
  - kaple svatých Cyrila a Metoděje
- Unčovice
- Střeň

## Historie farnosti
První písemná zmínka o obci pochází z roku 1078, lze ji nalézt v nejstarší písemné památce Olomouckého kraje, kterou je zakládací listina kláštera Hradisko. fara se poprvé uvádí roku 1140. Původní kostel byl zřejmě dřevěný, na jeho místě byl ve druhé polovině 16. století postaven renesanční kostel svatého Jiří. Ten byl během třicetileté války výrazně poničen. Následně byl zčásti zbourán a v letech 1696–1698 byl postaven kostel současný.